# Tiamină
Tiamina sau vitamina B1, cunoscută și sub numele de aneurină datorită proprietăților sale antinevritice, este o vitamină hidrosolubilă din complexul vitaminic B. Supranumită și "vitamina bunei dispoziții" sau "vitamina performanței intelectuale", vitamina B1 este indispensabilă sănătății fizice și psihice, având efecte benefice asupra sistemului nervos, digestiv, dar și la nivelul mușchilor și chiar al inimii.

## Istorie
În 1910, savantul japonez Umetaro Suzuki a descoperit o fracțiune activă a vitaminei, în timpul cercetărilor sale asupra efectelor tărâțelor de orez în cazul pacienților cu beri-beri. El a patentat-o ca acid aberic, mai târziu orizanină. În 1935, acest compus a fost rafinat și corect descris ca tiamină.
În 1911, biochimistul polonez Kazimierz Funk a izolat substanța antinevritică din tărâțele de orez, pe care el a numit-o vitamină, din cauza grupării amino conținute. Chimistul olandez Barend Coenraad Petrus Jansen și colaboratorul său apropiat, Willem Frederik Donath, au izolat și cristalizat agentul activ în 1926, a cărui structură a fost determinată de Robert Runnels Williams, un chimist american, în 1934. Tiamina a fost sintetizată în 1936 de același grup.

## Proprietăți fizice
Vitamina B1 este sensibilă la acțiunea căldurii, în mediu umed, la lumină și pH neutru și alcalin. Este degradabilă la fierbere sau coacere. De asemenea, este anihilată rapid în contact cu zahărul, cofeina, taninurile conținute în anumite plante, alcoolul și nicotina. Rafinarea cerealelor (decorticarea) și tratarea fructelor cu sulfiți distrug vitamina B1.
În ser circulă în parte legată de albumină. Până la 85% din cantitatea de tiamină este preluată de eritrocite; excesul se elimină prin urină.

## Rol

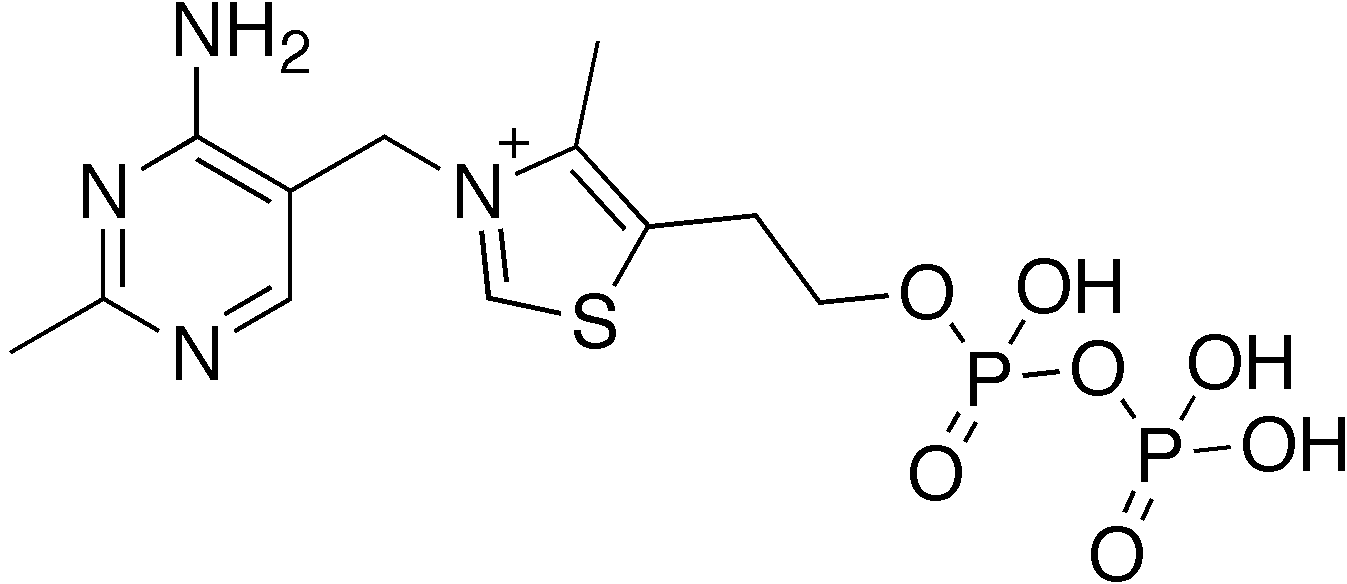
Tiamin difosfat (ThDP), cunoscut și ca tiamin pirofosfat (TPP)

Sub formă de pirofosfat (TPP), vitamina B1 are rol de coenzimă în reacțiile de decarboxilare, esențiale pentru metabolismul protidic și glucidic. Este indispensabilă pentru activitatea cerebrală și mielinizarea nervilor periferici. Un alt tip de conexiune între vitamina B1 și sistemul nervos implică rolul său în producția de acetilcolină. Această moleculă, un neurotransmițător, este folosită de sistemul nervos ce transmite mesaje între nervi și mușchi. Acetilcolina nu poate fi produsă fără un aport adecvat de vitamina B1.
Vitamina B1 diminuează durerea resimțită (adjuvant în tratarea zonei zoster).

### DZR
Doza zilnică recomandată (DZR) de vitamina B1 este de la 0,4 la 1,2 mg pe zi pentru copii, de 1,3 mg pentru adolescenți și pentru femei, și de 1,5 mg pentru subiecții de sex masculin; ele sunt mai ridicate în caz de sarcină, de alăptare și, de asemenea, în caz de alcoolism cronic (deoarece atunci, necesitățile cresc în timp ce aporturile alimentare sunt adesea insuficiente).